# Nhà xuất bản phần mềm
Một nhà xuất bản phần mềm là một công ty xuất bản trong ngành công nghiệp phần mềm nằm giữa nhà phát triển và nhà phân phối. Trong một số công ty, hai hoặc cả ba vai trò này có thể được kết hợp (thậm chí có thể nằm trong một người duy nhất, đặc biệt là trong trường hợp phần mềm shareware).
Các nhà xuất bản phần mềm thường cấp giấy phép phần mềm từ các tác giả-người phát triển gốc với những hạn chế cụ thể, chẳng hạn như giới hạn thời gian hoặc vùng địa lý để được hưởng khoản thuế quyền. Các điều khoản về giấy phép có sự khác biệt rất lớn và thường được bảo mật.
Các tác giả-người phát triển có thể sử dụng nhà xuất bản để tiếp cận các thị trường lớn hơn hoặc thị trường nước ngoài. Thông thường, nhà xuất bản sẽ chịu phần lớn chi phí để thâm nhập vào các thị trường này. Đổi lại, họ sẽ trả cho nhà phát triển một khoản thuế quyền được thỏa thuận.
Các nhiệm vụ của nhà xuất bản có thể thay đổi rất nhiều tùy thuộc vào thỏa thuận được đạt được giữa các bên. Các nhiệm vụ có thể bao gồm:
Dịch các yếu tố ngôn ngữ sang ngôn ngữ địa phương
Xây dựng nhu cầu cho phần mềm trên thị trường địa phương
Sản xuất và thiết kế sản phẩm phần mềm được đóng gói
Hỗ trợ kỹ thuật cho sản phẩm tại địa phương
Quảng cáo trên thị trường địa phương - điều này bao gồm việc tạo ra quảng cáo cũng như trả tiền để hiển thị nó
Phát triển các kênh bán hàng đa dạng để tiếp cận đông đảo khách hàng nhất
Tiếp thị phần mềm đến khách hàng cuối cùng
Nhà xuất bản cũng có thể sử dụng nhà phát triển để tạo ra phần mềm để đáp ứng nhu cầu thị trường mà nhà xuất bản đã xác định.
Mã số thống kê lao động của Nhà xuất bản phần mềm là 511200.